# Алба (Тулча)
Алба (рум. Alba) — село у повіті Тулча в Румунії. Входить до складу комуни Ізвоареле.
Село розташоване на відстані 203 км на схід від Бухареста, 25 км на південний захід від Тулчі, 99 км на північ від Констанци, 55 км на південний схід від Галаца.

## Населення
За даними перепису населення 2002 року у селі проживали 304 особи, з них 302 особи (99,3%) румунів. Усі жителі села рідною мовою назвали румунську.